# Lars Miedema
Lars Miedema (Hoogeveen, 6 maart 2000) is een Nederlands voetballer die doorgaans als aanvaller speelt.

## Carrière
Lars begon te voetballen bij HZVV en stapte over naar VV de Weide, beiden uit zijn woonplaats Hoogeveen. Op 11-jarige leeftijd werd hij gescout door sc Heerenveen. Na één seizoen maakte hij de overstap naar PEC Zwolle. In 2019, na zeven seizoenen, ging hij verder bij Eerste divisionist FC Den Bosch. Op 20 september 2019 maakte hij zijn debuut in het betaalde voetbal in de wedstrijd tegen MVV Maastricht. In de 61e minuut werd hij ingebracht voor Abdulsamed Abdullahi. In januari 2021 ging hij naar het Spaanse Vélez CF dat uitkomt in de Tercera División. Medio 2021 ging hij naar Sportclub Genemuiden.

### Carrièrestatistieken
| Seizoen                         | Club            | Land            | Competitie      | Competitie | Competitie | Beker | Beker | Internationaal | Internationaal | Overig | Overig | Totaal | Totaal |
| Seizoen                         | Club            | Land            | Competitie      | Wed.       | Dlp.       | Wed.  | Dlp.  | Wed.           | Dlp.           | Wed.   | Dlp.   | Wed.   | Dlp.   |
| ------------------------------- | --------------- | --------------- | --------------- | ---------- | ---------- | ----- | ----- | -------------- | -------------- | ------ | ------ | ------ | ------ |
| 2019/20                         | FC Den Bosch    | Nederland       | Eerste divisie  | 8          | 0          | 1     | 0     | 0              | 0              | 0      | 0      | 9      | 0      |
| Carrière totaal                 | Carrière totaal | Carrière totaal | Carrière totaal | 8          | 0          | 1     | 0     | 0              | 0              | 0      | 0      | 9      | 0      |
| Bijgewerkt tot 28 augustus 2020 |                 |                 |                 |            |            |       |       |                |                |        |        |        |        |

## Trivia
- Lars is de jongere broer van voetbalster Vivianne Miedema.